# Raúl Llona
Raúl Sáenz del Rincón, más conocido como Raúl Llona (Logroño, 3 de agosto de 1976), es un exfutbolista y entrenador de fútbol español. Durante su carrera como jugador, ocupó la posición de centrocampista, y tras su retiro ha desarrollado una carrera como entrenador en el fútbol español. Actualmente es el director técnico de la Cultural y Deportiva Leonesa en Segunda División.

## Trayectoria

### Como jugador
Raúl Llona comenzó su carrera profesional en el equipo filial del Club Deportivo Logroñés en 1995, destacándose en el mediocampo. Su desempeño en el filial le permitió debutar con el primer equipo en la temporada 1996-97 en Segunda División B, una categoría en la que desarrollaría la mayor parte de su carrera.
Tras su paso inicial por el Logroñés, se unió al Club Deportivo Manchego en la temporada 1997-98, donde contribuyó de manera significativa en el centro del campo. En 1998, fichó por el Club Deportivo Mensajero, donde continuó demostrando su capacidad como mediocampista durante una temporada antes de pasar al Talavera Club de Fútbol en 1999.
En el año 2000, Llona volvió al Club Deportivo Logroñés antes de ser transferido en 2001 al Real Unión Club de Irún, donde permaneció hasta 2003 y consolidó su experiencia en equipos del norte de España. Tras su paso por el equipo irundarra, fichó por el Club Deportivo Calahorra en 2003, desempeñando un rol de liderazgo en el equipo.
Finalmente, decidió regresar al Logroñés, donde se retiró del fútbol profesional en 2007, completando una carrera caracterizada por su paso por equipos de la Segunda División B, contribuyendo tanto en el juego defensivo como en la construcción de ataques desde el centro del campo.

### Como entrenador
Raúl Llona comenzó su carrera como entrenador en el fútbol local de La Rioja. En 2014, asumió la dirección de la Sociedad Deportiva Logroñés en Tercera División, donde permaneció durante las temporadas 2014-15 y 2015-16, logrando buenos resultados que consolidaron su reputación en la categoría. En la temporada 2016-17, pasó a dirigir al Club Deportivo Anguiano, también en Tercera División, donde continuó desarrollando su estilo de juego y habilidades de gestión de equipo.
En 2019, se unió a la estructura del Deportivo Alavés y se hizo cargo del equipo cadete. Su buen desempeño le llevó a ser nombrado entrenador del Club San Ignacio, el tercer equipo de la estructura alavesista, que competía en Tercera División.
El 8 de febrero de 2021, Llona fue nombrado entrenador del Deportivo Alavés B, equipo de la Segunda División B de España, en sustitución de Iñaki Alonso. Sin embargo, en abril de ese mismo año, tras solo dos meses en el cargo, fue destituido debido a los resultados obtenidos.
El 27 de mayo de 2021, fue contratado nuevamente por la Sociedad Deportiva Logroñés, esta vez para dirigir al equipo en la recién creada Primera División RFEF. Durante dos temporadas, lideró al equipo riojano y consiguió buenos resultados, lo que le llevó a ser reconocido como un entrenador eficaz en esta categoría.
En 2023, tras finalizar su etapa en la Sociedad Deportiva Logroñés, Llona aceptó la oferta de la Cultural y Deportiva Leonesa, otro equipo de la Primera División RFEF, donde asumió el desafío de llevar al equipo leonés a competir en los primeros puestos de la categoría.

## Clubes

### Como jugador
| Club                        | País   | Año       |
| --------------------------- | ------ | --------- |
| Club Deportivo Logroñés "B" | España | 1995-1997 |
| Club Deportivo Logroñés     | España | 1996-1997 |
| Club Deportivo Manchego     | España | 1997-1998 |
| Club Deportivo Mensajero    | España | 1998-1999 |
| Talavera Club de Fútbol     | España | 1999-2000 |
| Club Deportivo Logroñés     | España | 2000-2001 |
| Real Unión Club             | España | 2001-2003 |
| Club Deportivo Calahorra    | España | 2003-2004 |
| Club Deportivo Logroñés     | España | 2004-2007 |

### Como entrenador
| Club                         | País   | Año             |
| ---------------------------- | ------ | --------------- |
| Unión Deportiva Logroñés     | España | 2013-2014       |
| Sociedad Deportiva Logroñés  | España | 2014-2016       |
| Club Deportivo Anguiano      | España | 2016-2017       |
| Club Deportivo San Ignacio   | España | 2019-2021       |
| Deportivo Alavés "B"         | España | 2021            |
| Sociedad Deportiva Logroñés  | España | 2021-2023       |
| Cultural y Deportiva Leonesa | España | 2023-Actualidad |